# حسن العمري (اليمن)
حسن بن حسين بن يحي العمري المعروف بالفريق حسن العمري (1920 ـ 1989) كان جنرالاً يمنيًا وشغل منصب رئيس الوزراء خمس مرات في الجمهورية العربية اليمنية (اليمن الشمالي). كان من ضمن البعثة الإمامية المُرسلة للدراسة في العراق والتي ضمت أحمد بن يحيى الثلايا وعبد الله السلال وآخرين وشارك في ثورة الدستور عام 1948 وسُجن بعد إخمادها مدة سبع سنوات. كان أحد أبرز قيادات ثورة 26 سبتمبر عام 1962 ضد المملكة المتوكلية اليمنية.

## ولادته ونشأته وتعليمه
ولد في عام 1920 في هجرة العمارية، في مديرية الحداء شرق مدينة ذمار. تعلم الفريق العمري مبادئ القراءة والكتابة، في كُتَّاب القرية، ثم انتقل إلى صنعاء لطلب العلم، وهو في العاشرة من العمر، كما هو شأن العديد من أفراد أسرته، القُضاة، والفقهاء، ممن انتقلوا للعاصمة صنعاء، منذ زمن بعيد. بعدها ألحقته أسرته بمدرسة الأيتام التي تخرج منها عدد كبير من زملائه ممن كان لهم دور ريادي في الحركة الوطنية، ثم التحق بالمدرسة الحربية بصنعاء، وكان ضمن أول بعثة عسكرية أُرسلت للدراسة في العراق عام 1936، والتي ضمت إلى جانب حسن العمري، محي الدين العنسي رئيس البعثة، عبد الله السلال، أحمد الثلاياء، محمد صالح العلفي، محمد عامر، محمد طاهر، احمد المروني، محمد الريدي، محمد حجر، واحمد إسحاق.

## المهام والمناصب التي تقلدها
بعد عودته من العراق، عمل في سلاح الإشارة، وكان من الضباط المشاركين في ثورة الدستور عام 1948م، حيث أُلقي القبض عليه، بعد فشلها، مع سبعة آخرين، ثم سُجن في سجن حجة، لمدة سبعة أعوام.
بعد خروجه من السجن عمل في وزارة الموصلات، وقام بدور وطني مهم في الإعداد لثورة 26 سبتمبر 1962م، وعُين أول وزير للمواصلات في أول حكومة يرأسها رئيس الجمهورية المشير عبد الله السلال بعد الثورة وكان حينها يحمل رتبة عميد، ثم حصل على رتبة لواء في مطلع العام 1964م.
وفي 10 فبراير 1964، عُين رئيسا للمجلس التنفيذي، ثم عين في نفس العام نائباً لرئيس الجمهورية، والقائد العام للقوات المسلحة، وكان أول من حمل رتبة فريق، في الجيش اليمني.
بعد ذلك، كُلف بتشكيل أول حكومة في 6 يناير 1965م، كما كلف بعد ذلك بتشكيل ورئاسة خمس حكومات، كان آخرها في 23 أغسطس 1971م، جمع خلاها بين قيادته للجيش، ورئاسته للحكومة وعضويته للمجلس الجمهوري.
بعد 5 نوفمبر 1967 برز دوره كقائد عظيم له دور مشهود في تحقيق النصر فيما عرف بحصار السبعين يوما على فلول القوى المعادية للجمهورية والمحاصرين للعاصمة، وثم ترسيخ النظام الجمهوري، ثم اعتزل السياسة بعد تحقيق السلام، ومُنح أعلى وسام في ذلك الوقت وهو «وسام السبعين من الدرجة الأولى»، في ذكرى العيد الفضي للثورة 26 سبتمبر 1987.

## وفاته
توفي في 7 إبريل 1989 في أحد مستشفيات ألمانيا، ونقل جثمانه إلى صنعاء، حيث شيع في موكب جنائزي رسمي وشعبي كبير ودفن في مقبرة الشهداء.
| سبقه عبد الرحمن الإرياني | رئيس وزراء الجمهورية العربية اليمنية 1964      | تبعه حمود الجائفي                  |
| سبقه حمود الجائفي        | رئيس وزراء الجمهورية العربية اليمنية 1965      | تبعه أحمد محمد نعمان               |
| سبقه عبد الله السلال     | رئيس وزراء الجمهورية العربية اليمنية 1965–1966 | تبعه عبد الله السلال               |
| سبقه محسن العيني         | رئيس وزراء الجمهورية العربية اليمنية 1967–1969 | تبعه عبد السلام صبره (تصريف أعمال) |
| سبقه أحمد محمد نعمان     | رئيس وزراء الجمهورية العربية اليمنية 1971      | تبعه عبد السلام صبره (تصريف أعمال) |